# Svenska mästerskapet i bandy 1907
Svenska mästerskapet i bandy 1907 var den första svenska mästerskapsturneringen i bandy. Fem lag hade anmält sig. Både klubblag och distriktslag deltog. IFK Uppsala vann mot IFK Gefle med 4-1 i finalmatchen i Boulognerskogen i Gävle den 17 mars 1907.

## Matcher

### Kvartsfinal
- IFK Uppsala-IFK Norrköping 15-0

### Semifinaler
- IFK Uppsala-Västerås SK 14-0
- IFK Gefle-Hälsinglands BF 8-4

### Final
- 17 mars 1907: IFK Uppsala-IFK Gefle 4-1 (spelad i Gävle i Sverige)

IFK Uppsala svenska mästare i bandy 1907.

## Svenska mästarna
Mall:IFK Uppsala Bandy 1907

### Fotnoter
1. ↑  Erik Jonsson. ”1907–1919”. Svenska Bandyförbundet. https://www.svenskbandy.se/BANDYFINALEN/HISTORIK/Svenskamastare/Herrar/1907-1919/. Läst 20 mars 2020.